# Frank Gaard
Frank Gaard (Chicago, 1944) is een Amerikaans kunstschilder. Hij maakt werken onder invloed van popart.

## Biografie
Frank Gaard behaalde in 1967 zijn diploma aan de School of the Art Institute of Chicago (SAIC) en in 1968 aan het California College of Arts and Crafts. In Chigaco studeerde Gaard onder andere onder Ray Yoshida. Daarna doceerde hij van 1969 tot 1987 Fine Arts aan het Minneapolis College of Art en Design.
Hij ontving een beurs van de McKnight Foundation in Minneapolis, de Bush Foundation in St. Paul en de Pollock-Krasner Foundation en werd uitgenodigd voor een gastverblijf in de MacDowell Colony in Peterborough.
Gaard woont in Minneapolis in de Amerikaanse staat Minnesota. Hij is getrouwd en heeft drie zonen.

## Artpolice
Gaard is het meest bekend om zijn lidmaatschap van de kunstenaarsgroep en oprichting van het gelijknamige zine Artpolice. Het tijdschrift werd uitgegeven in de periode van 1974 tot 1994. Zijn werk aan Artpolice zou in 1987 leidden tot het verlies van zijn baan als kunstprofessor.

## Tentoonstellingen (selectie)
- Frank Gaard: Portraits van 26 februari t/m 11 april in het Minneapolis Institute of Arts in de Minnesota Gallery
- Frank Gaard: Poison & Candy van 26 januari t/m 6 mei 2012 in het Walker Art Center in Minneapolis[4]